# Itri
Itri település Olaszországban, Lazio régióban, Latina megyében. Lakosainak száma 10 357 fő (2023. január 1.). Itri Fondi, Formia, Gaeta, Sperlonga, Campodimele és Esperia községekkel határos.

## Népesség
A település lakossága az elmúlt években az alábbi módon változott:
| Lakosok száma | 10 703 | 10 761 | 10 357 |
|               | 2017   | 2018   | 2023   |